# Sport Clube de Mirandela
O Sport Clube de Mirandela é um clube desportivo português, localizado na cidade de Mirandela. Foi fundado em 10 de Junho de 1926, sendo o mais antigo no distrito de Bragança.

## Futebol

### Histórico (inclui 2012/13)
|                   | Nº Presenças | Títulos |
| ----------------- | ------------ | ------- |
| Temporadas na 1ª  | 0            |         |
| Temporadas na 2ª  | 1            |         |
| Temporadas na 2ªB | 9            |         |
| Temporadas na 3ª  | 42           |         |
| Taça de Portugal  | -            |         |
| Taça da Liga      | 0            |         |

### Classificações
| Escalão          | 90/91 | 91/92 | 92/93 | 93/94 | 94/95 | 95/96 | 96/97 | 97/98 | 98/99 | 99-00 |
| ---------------- | ----- | ----- | ----- | ----- | ----- | ----- | ----- | ----- | ----- | ----- |
| Liga Sagres      | -     | -     | -     | -     | -     | -     | -     | -     | -     | -     |
| Liga Vitalis     | -     | -     | -     | -     | -     | -     | -     | -     | -     | -     |
| II Divisão       | 18º   | -     | -     | -     | -     | -     | -     | -     | -     | -     |
| III Divisão      | -     | 18º   | -     | -     | 18º   | -     | -     | 18º   | -     | -     |
| 1º Escalão Dist. | -     | -     | -     | -     | -     | -     | -     | -     | 7º    | -     |
| 2º Escalão Dist. | -     | -     | -     | -     | -     | -     | -     | -     | -     | -     |
| 3º Escalão Dist. | -     | -     | -     | -     | -     | -     | -     | -     | -     | -     |

| Escalão          | 00/01 | 01/02 | 02/03 | 03/04 | 04/05 | 05/06 | 06/07 | 07/08 | 08/09  | 09-10 |
| ---------------- | ----- | ----- | ----- | ----- | ----- | ----- | ----- | ----- | ------ | ----- |
| Liga Sagres      | -     | -     | -     | -     | -     | -     | -     | -     | -      | -     |
| Liga Vitalis     | -     | -     | -     | -     | -     | -     | -     | -     | -      | -     |
| II Divisão       | -     | -     | -     | -     | -     | -     | -     | -     | 12º/6º | -     |
| III Divisão      | -     | -     | 8º    | 7º    | 10º   | 3º    | 3º    | 2º/1º | -      | 2º/3º |
| 1º Escalão Dist. | 2º    | 2º    | -     | -     | -     | -     | -     | -     | -      | -     |
| 2º Escalão Dist. | -     | -     | -     | -     | -     | -     | -     | -     | -      | -     |
| 3º Escalão Dist. | -     | -     | -     | -     | -     | -     | -     | -     | -      | -     |

| Escalão          | 10/11 | 11/12 |
| ---------------- | ----- | ----- |
| Liga Sagres      | -     | -     |
| Liga Vitalis     | -     | -     |
| II Divisão       | -     | 4º    |
| III Divisão      | 2º/1º | -     |
| 1º Escalão Dist. | -     | -     |
| 2º Escalão Dist. | -     | -     |
| 3º Escalão Dist. | -     | -     |

## Palmarés
- III Divisão: 2 (2007/08; 2010/11)
- Campeonato Distrital Divisão de Honra de Bragança: 14 (2024/25, 2022/23, 2001/02, 1993/94, 1988/89, 1974/75, 1966/67, 1965/66, 1964/65, 1962/63, 1958/59, 1955/56, 1954/55 e 1953/54)
- Taça AF Bragança: 2 (2022/23 e 2001/02)

## Jogadores famosos formados no clube e antigas glórias
- Paulo Lopes
- Eduardo dos Reis Carvalho
- Pedro Morais
- Gilberto Gomes
- Laureta
- Albertino Elói Alves
- Paulo Rui Lino Borges
- Pedro Jorge Gomes Morais

## Estádio
A equipa de futebol disputa os seus jogos em casa no Estádio de São Sebastião, na cidade de Mirandela, cujo relvado foi inaugurado a 8 de dezembro de 2002.
O estádio tem uma lotação de 3.500 lugares e apresenta frequentemente uma assistência em número bastante elevado, sobretudo face ao que é habitual em jogos da 2.ª e 3.ª Divisão Nacionais.

## Equipamento e patrocínio
O equipamento principal consiste em camisola às riscas pretas e brancas e calção preto (ou branco, em alternativa, pondendo ainda o Mirandela jogar todo de preto, como sucedeu no histórico duelo com o Vitória de Setúbal, a 16 de Outubro de 2011, dado o facto de o clube visitante também usar riscas na camisola). São patrocinadores oficiais, na época 2012/13, as empresas EuroFumeiro e InterMarché.